# 邻家女孩 (2007年电影)
《邻家女孩》（英語：The Girl Next Door，也稱為）是一部2007年的美國恐怖電影，改編傑克·凱托區姆所寫的1989年英文同名小说《The Girl Next Door》。本片是鬆散地基於1965年夏天期間希薇亞·利肯斯被Gertrude Baniszewski折磨和謀殺的真實事件。
斯蒂芬·金（Stephen King）评价说：“这是自《杀手肖像》（Henry: Portrait of a Serial Killer）以来，我看过的第一部真正令人震惊的电影。如果你很容易不安，不要看这部电影。另一方面，如果你已经准备好深入地狱，郊区风格，《邻家女孩》将不会令人失望。这是“站在我身边”的月光暗面版本。”

## 故事
1958年的乡村，12岁男孩的邻居，双亲去世后，带着妹妹来到阿姨家的女孩，被自己的阿姨虐待。

## 演員
- 丹尼爾·曼奇（英语：Daniel Manche） 飾 David Moran
  - 威廉·阿瑟頓 飾 成年的David Moran
- 布萊絲·奧法絲（英语：Blythe Auffarth） 飾 Meg Loughlin
- 布蘭琪·貝克（英语：Blanche Baker） 飾 Ruth Chandler
- Madeline Taylor 飾 Susan Loughlin
- Benjamin Ross Kaplan 飾 Donny Chandler
- 格雷厄姆·帕特里克·馬丁 飾 Willie Chandler, Jr.
- Austin Williams（英语：Austin Williams） 飾 Ralphie Chandler
- Michael Nardella 飾 Tony
- 凱文·錢柏林（英语：Kevin Chamberlin） 飾 Officer Lyle Jennings
- Dean Faulkenberry 飾 Kenny
- Gabrielle Howarth 飾 Cheryl Robinson
- Spenser Leigh 飾 Denise Crocker
- 格蘭·蕭 飾 Mr. Moran
- 凱瑟琳·瑪莉·史都華（英语：Catherine Mary Stewart） 飾 Mrs. Moran
- 彼得·斯提克萊斯（英语：Peter Stickles） 飾 EMT
- 米高·澤根 飾 Eddie
- Jennifer Alexander 飾 Girl at concession stand
- 傑克·凱托區姆（英语：Jack Ketchum） 飾 嘉年華會的工作人員
- Mark Margolis（英语：Mark Margolis） 飾 肇事逃走的受害者